# Dhimitër Anagnosti
Dhimitër Anagnosti (Vuno, 12 de gener de 1936) és un director de cinema albanès la trajectòria del qual es va desenvolupar en el segle xx. n els anys 1990 va ser membre del Parlament d'Albània i ministre de Cultura, Joventut i Esport. Per la seva contribució al cinema, va ser guardonat amb la medalla de Artista del Poble d'Albània. En 2011, el president Bamir Topi li va atorgar l'Orde «Honor de la Nació» (Urdhri “Nderi i Kombit”).

## Biografia

### Primers anys
Anagnosti va néixer el 23 de gener de 1936 a Vuno, una població situada al municipi de Himara (Districte de Vlorë, Albània). Després d'acabar la secundària a l'institut Ali Demi de Vlorë, va prosseguir els seus estudis i es va graduar com a director de cinema a l'Institut Gueràssimov de Cinematografia (actual Universitat Panrussa Gueràssimov de Cinematografia) de Moscou.
En 1961, Anagnosti va codirigir, juntament amb Viktor Gjika, la pel·lícula Njeriu kurrë nuk vdes (L'home mai mor), emprant com a guió un conte curt de l'escriptor estatunidenc Ernest Hemingway. L'obra li va guanyar el primer premi en el Festival Mundial d'Escoles Cinematogràfiques als Països Baixos.

### Trajectòria
Va començar a treballar de cineasta per a Kinostudio Shqipëria e Re en 1961 amb la pel·lícula Debatik i posteriorment amb Toka jonë (La nostra terra) in 1964. Va escriure el guió del primer documental en color d'Albània, Gurët dekorativë (Pedres decoratives). En 1966 Anagnosti va codirigir, juntament amb Viktor Gjika, Komisari i dritës (El comissari de la llum), i un any després va dirigir Duel i heshtur (Duel silenciós).
En total, ha dirigit 14 pel·lícules i 10 documentals, i ha obtingut nombrosos premis nacionals i internacionals. També ha escrit els guions de la major part de les pel·lícules que ha dirigit.
Pel seu treball en algunes de les pel·lícules considerades les millors d'Albània, ha estat condecorat amb el títol d'Artista Meritori d'Albània i, en 1987, amb el d'Artista del Poble d'Albània. No obstant això, durant el govern comunista d'Albània, moltes de les seves obres van ser censurades. També va guanyar el Trofeu a la Trajectòria en el 9è Festival del Cinema Albanès.

### Carrera política
Entre 1991 i 1996, Anagnosti es va implicar en la política. Va ser elegit diputat del Parlament albanès pel Partit Democràtic d'Albània. El 12 d'abril de 1992 va ser nomenat ministre de Cultura, Joventut i Esport. Va dimitir el 4 de desembre de 1994 pel fet que el llavors president Sali Berisha no havia assumit el resultat negatiu d'un referèndum popular per a una nova constitució com un fracàs propi i no havia dimitit per això.

### Retorn a les arts
Després d'abandonar la política, Anagnosti va crear la Fundació per a l'Art i la Cultura, amb l'objectiu de donar suport als artistes més actius i contribuir al desenvolupament de la cultura albanesa i a la seva visibilització internacional.
En 2001 Anagnosti va tornar a la direcció de pel·lícules després de diversos anys d'absència. Va dirigir el drama teatral Nata e trokitjeve në xham (La nit dels cops en la finestra) per al Teatre Nacional d'Albània. En 2005 va dirigir una nova pel·lícula, Gjoleka, djali i Abazit (Pare i padrí), Està casat amb la actriu albanesa Roza Anagnosti (Xhuxha), una Artista Meritòria d'Albània.

## Pel·lícules
Llista de pel·lícules dirigides per Anagnosti
- Gjoleka i biri i Abazit (2006) (Pare i padrí)
- Kthimi i ushtrisë së vdekur (1989) (Retorn de l'exèrcit mort)
- Përrallë nga e kaluara (1987) (Conte del passat)
- Gurët e shtëpisë sime (1985) (Pedres de la meva casa)
- Kujtime nga Gjirokastra (1983) (Memòries de Gjirokaster)
- Vëllezër dhe shokë (1982) (Germans i amics)
- Në shtepinë tonë (1979) (A la nostra llar)
- Monumenti (1977) (El monument)
- Lulëkuqet mbi muri (1976) (Roselles en els murs)
- Kur hiqen maskat (1975) (Quan es lleven les màscares)
- Bufona e maleve (1974) (La noia de les muntanyes)
- Përjetërsi (1974) (Eternitat)
- Motivi nga dita e diel (1973) (Motius d'un diumenge)
- Malet em blerim mbuluar (1971)
- Parafabrikatet (1970)
- Plagë të vjetra (1968) (Velles ferides)
- Duel i heshtur (1967) (Duel silenciós)
- Komisari i dritës (1966) (Comissari de la llum)
- Njeriu kurrë nuk vdes (1961) (L'home mai mor)